# IC 4152
IC 4152 ist eine kompakte Galaxie vom Hubble-Typ C im Sternbild Jagdhunde am Nordsternhimmel, die schätzungsweise 694 Millionen Lichtjahre von der Milchstraße entfernt ist. Im selben Himmelsareal befindet sich die Galaxie IC 4145.
Das Objekt wurde am 21. März 1903 von Max Wolf entdeckt.